# Стрекалово (Курская область)
Стрека́лово — деревня в Хомутовском районе Курской области России. Входит в состав Гламаздинского сельсовета.

## География
Деревня находится в западной части Курской области, в лесостепной зоне, в пределах Среднерусской возвышенности, на берегах реки Хатуши, на расстоянии приблизительно 2 километров (по прямой) к юго-востоку от Хомутовки, административного центра района. Абсолютная высота — 204 метра над уровнем моря.
Климат
Климат характеризуется как умеренно континентальный. Среднегодовая температура — 5,2 °C. Средняя температура воздуха самого холодного месяца (января) составляет −9,3 °C (абсолютный минимум — −37 °С); самого тёплого месяца (июля) — 18,8 °C (абсолютный максимум — 41 °С). Годовое количество атмосферных осадков — 620 мм, из которых более 60 % приходится на тёплый период года. Снежный покров держится в течение 130—145 дней.
| Показатель                                                                       | Янв. | Фев. | Март | Апр. | Май  | Июнь | Июль | Авг. | Сен. | Окт. | Нояб. | Дек. | Год  |
| -------------------------------------------------------------------------------- | ---- | ---- | ---- | ---- | ---- | ---- | ---- | ---- | ---- | ---- | ----- | ---- | ---- |
| Средний суточный максимум, °C                                                    | −3,9 | −2,9 | 2,9  | 12,8 | 19,1 | 22,4 | 24,8 | 24,1 | 17,8 | 10,4 | 3,5   | −1,1 | 10,8 |
| Средняя температура, °C                                                          | −6   | −5,5 | −0,7 | 8,1  | 14,5 | 18,1 | 20,5 | 19,5 | 13,7 | 7,2  | 1,3   | −3   | 7,3  |
| Средний суточный минимум, °C                                                     | −8,4 | −8,5 | −4,8 | 2,6  | 8,9  | 12,8 | 15,6 | 14,5 | 9,6  | 3,9  | −1    | −5,2 | 3,3  |
| Норма осадков, мм                                                                | 50   | 44   | 47   | 51   | 65   | 71   | 88   | 58   | 60   | 56   | 50    | 50   | 690  |
| Источник: Погода по месяцам c ru.climate-data.org(дата обращения: Сентябрь 2021) |      |      |      |      |      |      |      |      |      |      |       |      |      |

Часовой пояс
Деревня Стрекалово, как и вся Курская область, находится в часовой зоне МСК (московское время). Смещение применяемого времени относительно UTC составляет +3:00.

## Население
| 2002 | 2010 |
| ---- | ---- |
| 369  | ↘275 |

Половой состав
По данным Всероссийской переписи населения 2010 года в половой структуре населения мужчины составляли 48,4 %, женщины — соответственно 51,6 %.
Национальный состав
Согласно результатам переписи 2002 года, в национальной структуре населения русские составляли 99 % из 369 чел.